# Pualas

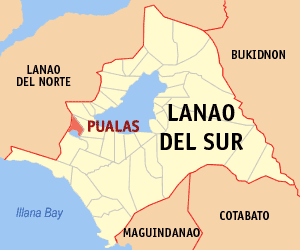
Bản đồ Lanao del Sur với vị trí của Pualas

Pualas là một đô thị hạng 5 ở tỉnh Lanao del Sur, Philippines. Theo điều tra dân số năm 2000 của Philipin, đô thị này có dân số 7.887 người trong 1.436 hộ.

## Các đơn vị hành chính
Pualas được chia ra 23 barangay.
| - Badak - Bantayan - Basagad - Bolinsong - Boring - Bualan - Danugan - Dapao - Diamla - Gadongan - Ingud - Linuk | - Lumbac - Maligo - Masao - Notong - Porug - Romagondong - Tambo - Tamlang - Tuka - Tomarompong - Yaran |